# Mary Walton
Pour les articles homonymes, voir Walton.
Mary Elizabeth Walton est une inventrice américaine de systèmes pour réduire la pollution des grandes villes.

## Biographie
En 1879, elle développe un système qui minimise les effets de la fumée des industries en faisant passer les émissions dans des bassins d'eau où les polluants demeuraient pour être ultérieurement versés dans les égouts.
Par la suite, Mary Walton invente une méthode pour réduire la pollution sonore produite par les chemins de fer aériens à New York où elle habite près de la IRT Sixth Avenue. Cette pollution sonore est désignée par quelques thérapeutes comme la première cause responsable des crises nerveuses dans les villes américaines pendant la décennie 1880.
La méthode consistait à recouvrir les rails avec une enveloppe de bois peint de goudron et de coton qu'on remplissait de sable, facilitant l'absorption des bruits et vibrations,. Elle dépose le brevet pour son invention en février 1881 et le vend à la compagnie métropolitaine de chemins de fer de New York pour 10 000 dollars. Le système est ensuite adopté par d'autres sociétés de chemins de fer.